# Peroara caterina
Peroara caterina är en fjärilsart som beskrevs av William Schaus 1928. Peroara caterina ingår i släktet Peroara och familjen tandspinnare. Inga underarter finns listade i Catalogue of Life.